# Nissan (Atoll)
Das Nissan-Atoll (auch Sir Charles Hardy-Inseln genannt) bildet mit dem etwa 2 km nördlich gelegenen Atoll Pinipel die zu Papua-Neuguinea gehörende Atollgruppe der Green Islands. Die Atolle liegen im Pazifischen Ozean ca. 130 km östlich der Insel Neuirland.

## Geographie
Das Atoll wird von der ihre Lagune fast vollständig umschließenden Hauptinsel Nissan (auch Green Island genannt) beherrscht. Inmitten der rund 50 km² großen Lagune liegt die winzige Insel Han. Am nordwestlichen und nördlichen Rand des Atolls befinden sich die Inseln Barahun Island, Bion Island und Sirot Island (deutsch: Tsirot).

## Bevölkerung
Nissan hatte im Jahr 2011 etwa 6810 Einwohner.

## Geschichte
Nissan wurde 1616 von dem niederländischen Seefahrer Jacob Le Maire entdeckt. In der deutschen Kolonialzeit existierte auf Nissan eine Händlerstation sowie in den späten 1890er Jahren zwei Kopra-Plantagen, die bis zum Ersten Weltkrieg betrieben wurden. Nach 1918 wurden die Plantagen von Australiern übernommen und bis zum Beginn des Pazifikkrieges weiter betrieben. Außerdem bauten maristische Missionare eine Kirche und eine Schule auf der Insel. Weiterhin gründeten sie auch die Tangalan Plantation, auf der 1944 ein militärischer Flugplatz, das Nissan Airfield (IATA: IIS, ICAO: AYIA), gebaut wurde.
Anfang 1942 wurde die Nissan-Lagune von Japanischen Streitkräften als Wasserflugzeug-Stützpunkt genutzt und die Inseln ab März 1942 besetzt. Im weiteren Verlauf des Krieges dienten die Inseln als Station auf der Versorgungsstrecke von Rabaul nach Bougainville. Wegen der amerikanischen Bombenangriffe, versteckten sich japanische Versorgungskähne tagsüber in der Gegend von Green Island und zogen nachts weiter nach Süden. Nach Abschluss der japanischen Eroberung von Rabaul wurden die Wasserflugzeuge nach Simpson Harbour verlegt.
In Vorbereitung auf die Rückeroberung der Inseln durch die Alliierten, fanden mehrere vorbereitende Aufklärungseinsätze statt, so in der Nacht zum 30. Januar 1944 durch eine neuseeländische Landungseinheit von 300 Mann, die nach 24 Stunden mit fünf Toten und zehn Verwundeten auf dem Seeweg abgezogen wurde. Danach räumten die US Navy Combat Demolition Units 4 und 5 Hindernisse aus dem vorgesehenen Landebereich.
Am 15. Februar 1944 landeten schließlich amerikanische Truppen sowie Teile der 3. neuseeländische Division im Rahmen der Operation Square Peg auf Nissan. Zu diesem Zeitpunkt befanden sich noch etwa 500 japanische Besatzungstruppen auf Nissan, der Rest hatte sich bereits auf die Insel Feni zurückgezogen. Die verbliebenen Japaner kämpften bis zum Tod, ohne dass sich jemand ergab. Am 23. Februar 1944 brach der organisierte japanische Widerstand zusammen, aber letzte Störaktionen von japanischer Seite wurden noch bis Ende des Monats fortgesetzt.
Unmittelbar danach errichteten Bautruppen der US Navy, die Seabees, das Nissan Airfield und einen Stützpunkt, um Luftoperationen gegen Rabaul zu unterstützen. Im April wurden die PT-Schnellboote der Squadron 28 auf der Insel stationiert.

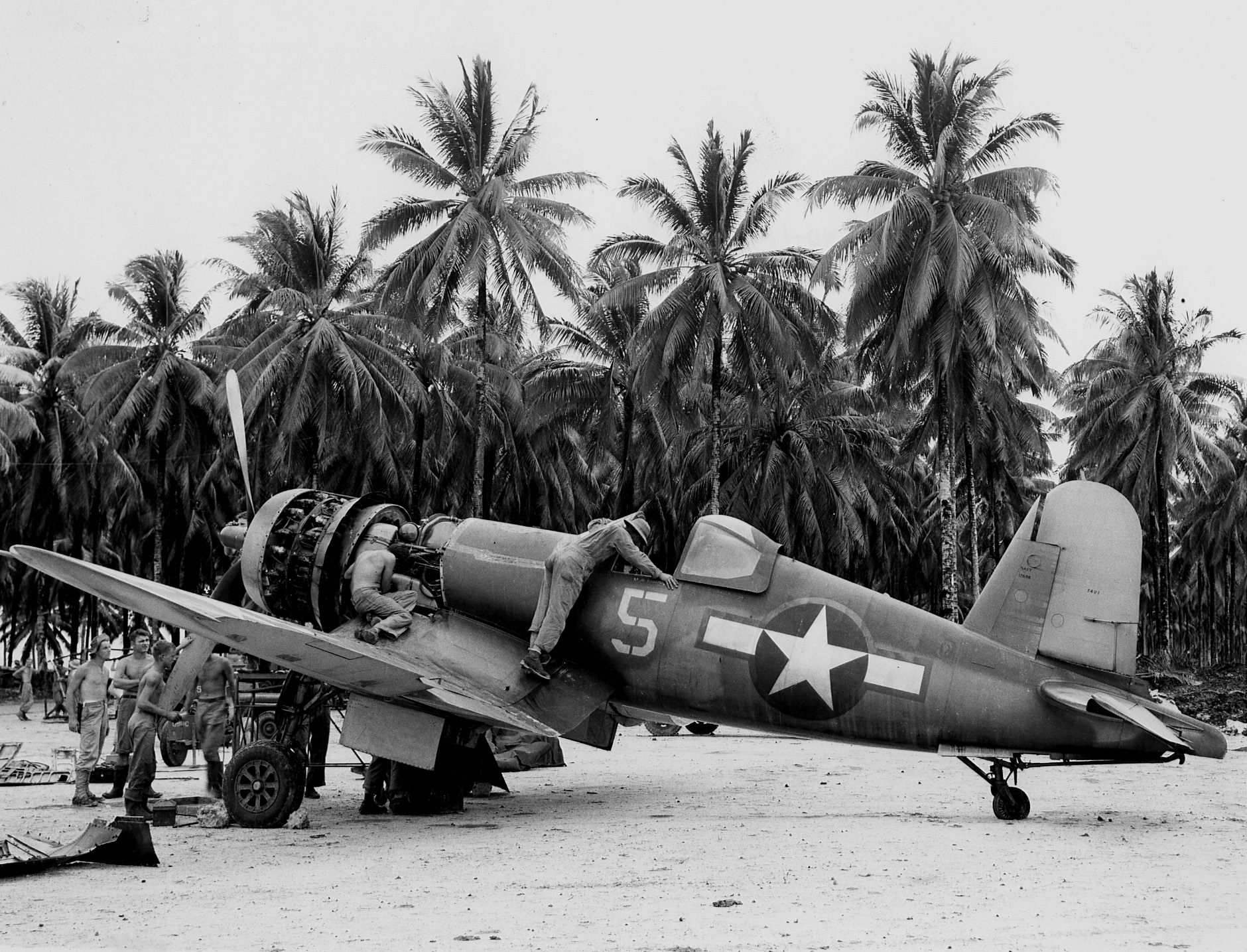
F4U-1A Corsair of VF-17 auf Nissan 1944

Bis zum Kriegsende hielten sich mehrere berühmte Amerikaner auf den Inseln auf, darunter der spätere US-Präsident Richard Nixon, der als Leutnant der US Navy verantwortlicher Offizier des Combat Air Transport Command (CATC) auf Nissan war, sowie Charles Lindbergh, der zwischen dem 22. Mai und dem 10. Juni 1944 13 Eskortmissionen mit einer F4U Corsair-Einheit des US Marine Corps von Nissan aus flog. Am 1. und 2. August 1944 traten Bob Hope und am 15. August 1944 Jack Benny auf Nissan auf.
Bis Anfang Juni 1944 blieben neuseeländische Truppen auf Nissan, bevor sie sich nach Neukaledonien zurückzogen. Im Juli 1945 verließ das letzte alliierte Personal Nissan und die Insel wurde den Ureinwohnern zurückgegeben.